# Jay Rifkin
Jay Rifkin (* 1955) ist ein britisch-amerikanischer Filmproduzent und ehemaliger Geschäftsführer von Hans Zimmers auf Filmmusik spezialisiertem Studio Media Ventures.
Anfang der 1970er Jahre traf er den Deutschen in England und war – wie dieser – fasziniert von der dortigen Musikszene. Nach gemeinsamem Spiel in verschiedenen Bands folgte schließlich die Gründung eines eigenen Studios in Brighton. Während Zimmer jedoch in England blieb (und mit The Buggles den Hit Video Killed the Radio Star landete) wanderte Rifkin einige Jahre später in die USA ab, um in Miami, New York und Los Angeles zu produzieren und zu komponieren. Anlässlich des Film-Projekts Rain Man fanden die beiden allerdings wieder zusammen und gründeten nach dem Erfolg der Musik (Oscar-Nominierung) und darauf folgender Nachfrage nach ihren Diensten Media Ventures.
2003 erstattete Rifkin Anzeige gegen Zimmer wegen „Konspiration, das Geschäft alleine zu führen“. Zimmer gründet daraufhin das Studio Remote Control Productions.

## Filmografie (Auswahl)
als Produzent
- 2005: AbServiert (Waiting...)